# Янковський Євген Осипович
Євген Янковський (1837–1892) — малоросійський дворянин, генерал, губернатор Полтавської та Волинської губерній Російської імперії. Служив у Молдові та Болгарії.

## Життєпис
Народився 7 березня 1837 в старовинній шляхетській сім'ї Полтавської губернії. Виховувався в Костянтинівському артилерійському училищі, після закінчення якого 16 червня 1856 отримав звання прапорщика і визначено в лейб-гвардії Семенівський полк і тоді ж прикомандирований до Михайлівської артилерійської академії.
Закінчив академію за першим розрядом. Призначений викладачем артилерії спочатку в Київському, а потім в Павлівському кадетському корпусі. Однак педагогічна діяльність Янковського тривала недовго.
17 квітня 1859 переведений до Лейб-гвардії кінної артилерії, де служив до 1864.
З цього часу починається його чисто адміністративна діяльність.
Відряджений в розпорядження установчого комітету в Царстві Польському. Виконував обов'язки спочатку члена Люблінської комісії з селянських справ, а потім був комісаром тієї ж комісії, беручи діяльну участь у її роботі.
Через чотири роки Янковський був проведений в підполковники і вийшов у відставку, причому за працю з улаштування селян в Царстві Польському нагороджений срібною медаллю.
У 1869 знову вступив на військову службу і був зарахований у корпус жандармів, де призначений повноважним у справах з управління Варшавського жандармського округу, роком пізніше був нагороджений орденом св. Володимира 4-го ступеня. На цій посаді перебував десять років.
Після російсько-турецької війни Янковський в 1879 відряджений у розпорядження генерал-ад'ютанта князя Дондукова-Корсакова для облаштування в Східній Румелії поліцейської і жандармської частини, але пробув там всього кілька місяців.
24 квітня того ж року зарахований до Міністерства внутрішніх справ Російської імперії з залишенням в армійській кавалерії, а 15 травня отримав звання генерал-майора і призначений Бесарабським губернатором.
Пробувши в Бессарабії три місяці, 19 серпня того ж року був переведений в Москву на посаду обер-поліцмейстера. У Москві Янковський прослужив рівно три роки.
18 серпня 1882 призначений Астраханським губернатором і наказним отаманом Астраханського козачого війська.
Наступного року, 24 серпня, переведений губернатором в Полтавську губернію і нагороджений орденом Святого Станіслава 1-го ступеня, в 1886 — орденом Святої Анни 1-го ступеня.
25 лютого 1889 призначений Волинським губернатором.
Позаяк на Волині абсолютно не було повітових маршалків шляхти, а їхні обов'язки виконували зазвичай мирові посередники, що часто вже не належали до шляхти, Янковський усі місця повітових проводирів віддав місцевим землевласникам. Взагалі Янковський отримав на Волині репутацію енергійного адміністратора. Помер 29 липня 1892 у Варшаві і там же похований.